# Álex López
Alejandro López Sánchez est un footballeur espagnol, né le 11 janvier 1988 à Ferrol. Il évolue au poste de milieu relayeur au Brisbane Roar.

## Palmarès
Vierge

## Statistiques
| Saison    | Club             | Pays               | Championnat         | Coupes nationales | Coupes d'Europe | Espagne |
| --------- | ---------------- | ------------------ | ------------------- | ----------------- | --------------- | ------- |
| 2004-2005 | Racing de Ferrol | Liga Adelante      | 2 matchs            | -                 | -               | -       |
| 2005-2006 | SD O Val         | Tercera Division   | -                   | -                 | -               | -       |
| 2006-2007 | Racing de Ferrol | Segunda Division B | 3 matchs            | -                 | -               | -       |
| 2007-2008 | Narón BP         | Tercera Division   | -                   | -                 | -               | -       |
| 2008-2009 | Narón BP         | Tercera Division   | -                   | -                 | -               | -       |
| 2009-2010 | Celta de Vigo    | Liga Adelante      | 2 matchs            | -                 | -               | -       |
| 2009-2010 | Celta de Vigo B  | Segunda Division B | 36 matchs / 13 buts | -                 | -               | -       |
| 2010-2011 | Celta de Vigo    | Liga Adelante      | 36 matchs / 3 buts  | 2 matchs          | -               | -       |
| 2011-2012 | Celta de Vigo    | Liga Adelante      | 36 matchs / 6 buts  | 2 matchs          | -               | -       |
| 2012-2013 | Celta de Vigo    | Liga BBVA          | 31 matchs / 2 buts  | 1 match           | -               | -       |

Dernière mise à jour le 24 avril 2017